# كازويا يوشيوكا
كازويا يوشيوكا (باليابانية: 吉岡和也؛ بالكانا: よしおか かずや) هو متزلج قفز ياباني، ولد في 9 سبتمبر 1978 في أوتارو في اليابان.

## وصلات خارجية
- كازويا يوشيوكا على موقع الاتحاد الدولي للتزلج (القفز التزلجي) (الإنجليزية)